# Al-Gharafa SC Doha
|  | Aquest article tracta sobre el club de futbol qatarià. Vegeu-ne altres significats a «Al-Ittihad». |

L'Al-Gharafa SC Doha (àrab: نادي الغرافة الرياضي, Nādī al-Ḡarāfa ar-Riyāḍī, ‘Club Esportiu d'al-Gharafa’) és un club de futbol qatarià de la ciutat de Doha.
El club fou fundat el 1979 amb el nom d'Al Ittihad Doha. Adoptà l'actual nom el 2004.

## Palmarès
- Lliga qatariana de futbol:[2]

1991–92, 1997–98, 2001–02, 2004–05, 2007–08, 2008–09, 2009–10
- Segona Divisió

1979–80, 1981–82, 1983–84, 1986–87
- Copa de l'Emir de Qatar:[3]

1994–95, 1995–96, 1996–97, 1997–98, 2001–02, 2009, 2012
- Copa Príncep de la Corona de Qatar:[3]

2000, 2010, 2011
- Copa de les Estrelles de Qatar:[3]

2009, 2017–18, 2018–19
- Copa Príncep de la Corona de Qatar:[3]

2005, 2007
- Recopa aràbiga de futbol

1999

## Jugadors destacats
- Samir Amirèche
- Djamel Belmadi
- Fabrice Akwá
- A'ala Hubail

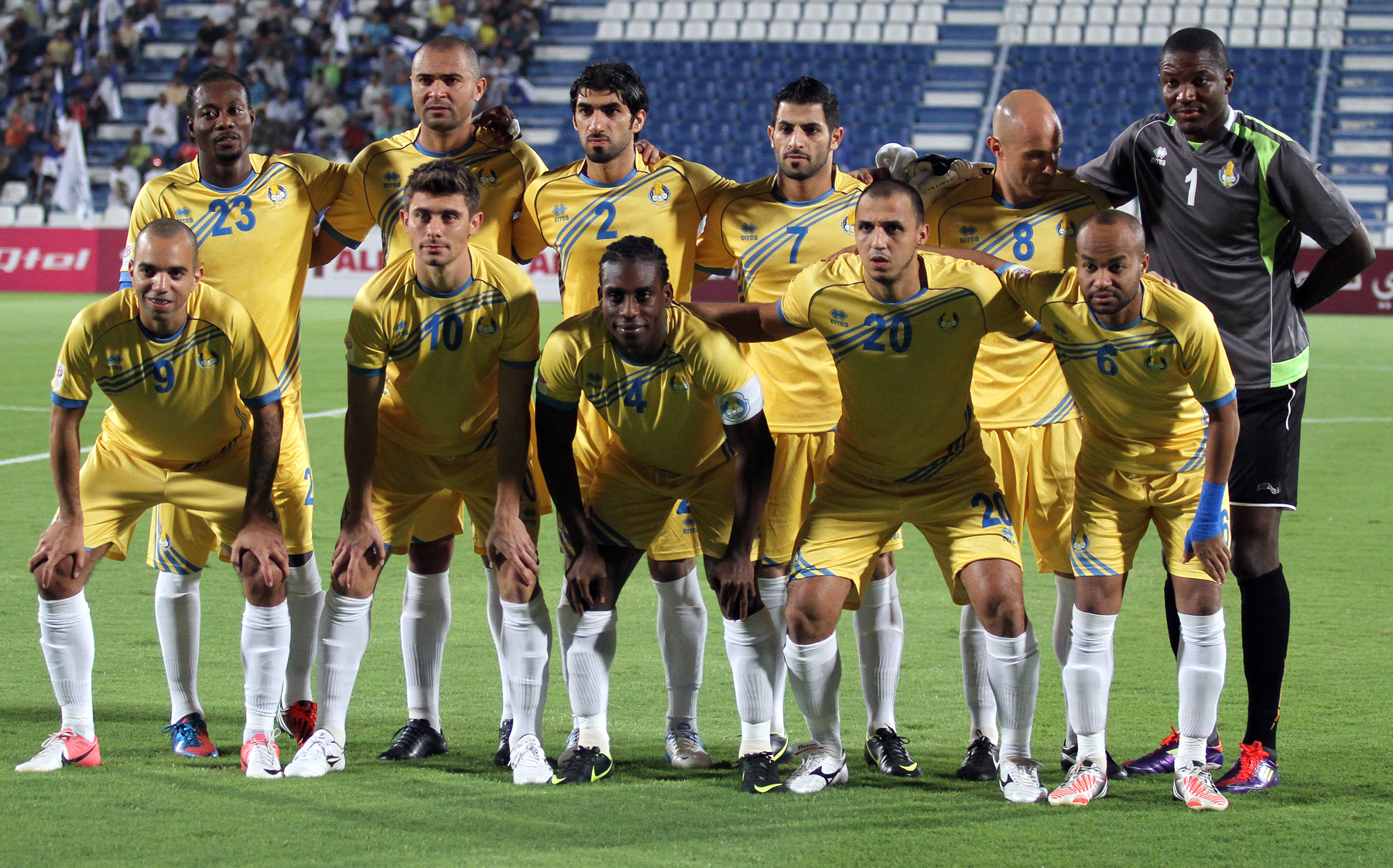
Al Gharafa.

- Alexandre da Silva Mariano
- Fernandão
- Araújo
- Rodrigo Mendes
- Sergio Ricardo
- Sonny Anderson
- Emad Mohammed
- Younis Mahmoud
- Nashat Akram
- Radhi Shnaishil
- Marcel Desailly
- Otmane El Assas
- Fawzi Bashir
- Paulo Wanchope
- Sirous Ghayeghran
- Tony Yeboah
- Bakari Koné
- Norberto Mulenessa Maurito
- Pius Ndiefi
- Abdoul Salam Sow
- Hakan Yakin